# Episodi di Xena - Principessa guerriera (sesta stagione)
La sesta ed ultima stagione della serie televisiva Xena - Principessa guerriera, composta da 22 episodi, è stata trasmessa per la prima volta negli Stati Uniti, in Syndication, dal 2 ottobre 2000 al 18 giugno 2001. Il DVD della stagione è stato pubblicato a partire dall'8 marzo 2005, mentre in Italia è inedito, come tutti i DVD del telefilm. L'unica pubblicazione italiana relativa alla sesta serie è quella del doppio episodio finale, pubblicato in DVD il 18 febbraio 2004 col titolo "Xena e lo scontro finale", in una versione integrale con ben 20 minuti di scene inedite rispetto alla trasmissione televisiva.
In Italia la stagione è stata trasmessa in prima visione su Italia 1 dal 13 marzo all'11 aprile 2002. Per l'episodio Xena e il sentiero della vendetta non è possibile stabilire con certezza una data di prima visione. Tuttavia, sapendo che gli episodi sono stati trasmessi uno al giorno, dal lunedì al venerdì e in ordine, si può affermare (con le dovute riserve) che Xena e il sentiero della vendetta è stato trasmesso lunedì 1ºaprile 2002, anche se L'Unità e La Stampa non riportano nei propri archivi storici l'edizione di quel giorno.
L'ultima stagione di Xena si apre con Xena, Evi e Olimpia di ritorno alle rispettive case dopo il salto temporale di 5 lustri. Xena scopre che la madre è impazzita ed è stata bruciata sul rogo dai concittadini, perché la sua taverna era infestata dal maligno; Olimpia scopre che la sorella Leuca ha una figlia, rapita da Gurkhan, sultano orientale e assassino dei propri genitori. Evi deve invece confrontarsi col suo passato quando le tre si recano nel territorio delle amazzoni: come sua madre, è responsabile di aver dimezzato il numero delle donne guerriere. Xena deve affrontare per l'ennesima volta il suo passato, fermando Grindl, un mostro da lei creato con l'aiuto dell'anello d'oro ricavato dalla pietra delle figlie del Reno (trilogia in cui si scopre che Xena è stata una valchiria, ha rubato a Odino i segreti delle antiche pietre runiche e ha rubato l'oro del Reno; l'anello da esso forgiato ha portato la valchiria capo, Grinilde, a diventare un mostro). Le due eroine aiuteranno anche Marte e Venere a tornare immortali (Marte ha ceduto la propria immortalità per salvare Evi e Olimpia nel finale della quinta stagione; quella di Venere è stata rubata da Caligola nell'episodio 6.12, Xena contro Caligola). 
Nel finale di stagione e di serie, il passato di Xena tornerà a gravare sulle sue spalle quando una sua vecchia conoscenza le chiederà aiuto per salvare 40.000 anime di una città giapponese, Higuchi, intrappolate dal perfido spirito Yodoshi. Per farlo, dovrà divenire anche lei spirito, facendosi quindi uccidere. Per riscattare del tutto le sue colpe, deciderà di rimanere morta, dopo aver insegnato a Olimpia tutto quello che sapeva e dopo, quindi, averla designata come nuova principessa guerriera.
| nº | Titolo originale           | Titolo italiano                          | Prima TV USA     | Prima TV Italia |
| -- | -------------------------- | ---------------------------------------- | ---------------- | --------------- |
| 1  | Coming Home                | Xena e l'Ambrosia delle amazzoni         | 2 ottobre 2000   | 13 marzo 2002   |
| 2  | The Haunting of Amphipolis | Xena contro il Maligno                   | 9 ottobre 2000   | 14 marzo 2002   |
| 3  | Heart of Darkness          | Xena e la rivolta di Lucifero            | 16 ottobre 2000  | 15 marzo 2002   |
| 4  | Who's Gurkahn?             | Xena e la tratta delle schiave           | 23 ottobre 2000  | 18 marzo 2002   |
| 5  | Legacy                     | Xena contro i nomadi del deserto         | 30 ottobre 2000  | 19 marzo 2002   |
| 6  | The Abyss                  | Xena e il rimorso di Olimpia             | 6 novembre 2000  | 20 marzo 2002   |
| 7  | The Rheingold (1)          | Xena e l'oro del Reno (1)                | 18 novembre 2000 | 21 marzo 2002   |
| 8  | The Ring (2)               | Xena e l'anello maledetto (2)            | 20 novembre 2000 | 22 marzo 2002   |
| 9  | Return of the Valkyrie (3) | Xena e il ritorno della Valchiria (3)    | 2 dicembre 2000  | 25 marzo 2002   |
| 10 | Old Ares Had A Farm        | Xena e la fattoria di Marte              | 15 gennaio 2001  | 26 marzo 2002   |
| 11 | Dangerous Prey             | Xena e la battuta di caccia              | 27 gennaio 2001  | 27 marzo 2002   |
| 12 | The God You Know           | Xena contro Caligola                     | 29 gennaio 2001  | 28 marzo 2002   |
| 13 | You Are There              | Xena e l'intervista alla mitologia       | 5 febbraio 2001  | 29 marzo 2002   |
| 14 | Path of Vengeance          | Xena e il sentiero della vendetta        | 17 febbraio 2001 | 1º aprile 2002  |
| 15 | To Helicon and Back        | Xena contro Bellerofonte                 | 19 febbraio 2001 | 2 aprile 2002   |
| 16 | Send in the Clones         | Xena e Olimpia nel futuro                | 23 aprile 2001   | 3 aprile 2002   |
| 17 | Last of the Centaurs       | Xena e l'ultimo dei Centauri             | 30 aprile 2001   | 4 aprile 2002   |
| 18 | When Fates Collide         | Xena e il corso del Destino              | 7 maggio 2001    | 5 aprile 2002   |
| 19 | Many Happy Returns         | Xena e l'elmo di Mercurio                | 14 maggio 2001   | 8 aprile 2002   |
| 20 | Soul Possession            | Xena e il segreto della pergamena        | 4 giugno 2001    | 9 aprile 2002   |
| 21 | A Friend in Need Part I    | Xena e il Signore della Terra Oscura (1) | 11 giugno 2001   | 10 aprile 2002  |
| 22 | A Friend in Need Part II   | Xena e il Signore della Terra Oscura (2) | 18 giugno 2001   | 11 aprile 2002  |

## Xena e l'Ambrosia delle Amazzoni
- Titolo originale: Coming Home
- Diretto da: Mark Beesley
- Scritto da: Melissa Good

### Trama
Xena, Olimpia ed Evi, (su richiesta di Marte), arrivano nel territorio delle Amazzoni, che però si rivela inizialmente inospitale e privo di vita. Seguendo i rumori di una battaglia in corso, le tre giovani donne prestano soccorso alla nuova regina delle Amazzoni e alle sue compagne, assediate da un gruppo di guerrieri. Xena sospetta che Marte stia per richiederle qualcosa in cambio in seguito al salvataggio da lui precedentemente compiuto nei riguardi di Olimpia ed Evi sull'Olimpo. Evi si sente stranamente a disagio nel territorio delle amazzoni pur venendo accolta con rispetto dalle altre guerriere, inoltre Xena è famosa per la sua facoltà di uccidere gli Dei mentre Olimpia è ancora una regina amazzone. Marte si prepara a guidare la sua armata, oramai divenuto un comune mortale, che ha perso i suoi poteri: allora le Furie, sotto le sembianze di Xena, Olimpia ed Evi (per le quali Marte ha sempre provato dell'attrazione) ne approfittano per plagiare la sua mente, per condurlo alla pazzia e per metterlo contro la donna di cui è innamorato, nella speranza di poter riuscire a regnare ovunque e per sempre con sovranità, visto e considerato che gli Dei sono stati tutti sterminati. Le Furie fanno credere a Marte che le amazzoni nascondono dell'ambrosia che potrebbe restituire a Marte la sua divinità. Xena e Olimpia, sorprese dallo strano comportamento di Marte, comprendono che qualcosa non quadra e che di mezzo c'è lo zampino delle Furie. Evi stringe una piacevole amicizia con l'Amazzone Varia, ma costei, allenandosi con la figlia di Xena, comprende di avere davanti Livia, che precedentemente aveva sterminato buona parte della popolazione amazzone (questo spiega il disagio di Evi) molte di loro sono state uccise mentre le altre vendute come schiave. La ribellione è immediata. Marte muove le sue armate ma Xena guadagna del tempo sbarrando il sentiero dove si stavano incamminando facendo cadere delle rocce con il suo chakram. Xena convince le amazzoni a risparmiare Evi, dato che per ora hanno bisogno dell'aiuto di Xena per fronteggiare Marte. Xena affronta Marte davanti ai suoi soldati e lo atterra facilmente oltre a disarmarlo, i soldati di Marte si ritirano perdendo il desiderio di affrontare le amazzoni vedendo come ora Marte sia così debole. Olimpia porta Evi lontana dal villaggio delle amazzoni, mentre Xena e Marte, in sella ai loro cavalli, raggiungono un lago tra i ghiacci, Xena lancia via il suo chakram, poi lei e Marte si affrontano in un combattimento a mani nude, inaspettatamente, seppur senza i suoi poteri, Marte riesce a sopraffarla, sfogando contro di lei tutta la sua rabbia per aver perso i suoi poteri, condannato a una vita mortale che odia, infine Marte la getta nel lago, dove Xena rischia di morire per affogamento. Le Furie, soddisfatte, appaiono a Marte il quale capisce che loro lo hanno plagiato. Il chakram di Xena, che era rimbalzato tra le rocce, colpisce le Furie uccidendole tutte in un colpo solo, poi Marte si getta in acqua e salva Xena, venendo poi raggiunti da Evi e Olimpia. Xena confessa a Marte di aver sempre provato qualcosa per lui, ma stargli accanto era pericoloso e lo è pure adesso, spiegandogli che se ci fosse realmente un possibilità di poter stare l'uno accanto all'altra è comunque molto remota.

## Xena contro il Maligno
- Titolo originale: The Haunting of Amphipolis
- Diretto da: Garth Maxwell
- Scritto da: Joel Metzger (soggetto e sceneggiatura) e Edithe Swensen (soggetto)

### Trama
Michele è preoccupato temendo che le forze degli Inferi possano invadere il mondo dei vivi, in tal caso Xena avrà un ruolo cruciale nella lotta tra il bene e il male. Xena torna a casa ad Anfipoli con Olimpia ed Evi, scoprendo che è quasi deserta, tra l'altro la taverna della madre di Xena è abbandonata nonché completamente trascurata. Evi percepisce qualcosa di strano, sente la presenza degli spiriti maligni, è come se la taverna fosse un punto di incontro tra il mondo terreno e gli Inferi. Xena scopre da un uomo che sua madre è stata bruciata viva dai suoi stessi concittadini, davano la colpa a lei del pessimo raccolto dato che la sua taverna era infestata dagli spiriti del male. Gli spiriti mostrano a Xena un evento del suo passato, quando la madre la ripudiò dopo la morte di Linceo. Gli spiriti maligni fanno la loro comparsa ma Evi riesce a esorcizzarli in quanto predicatrice di Belur. Il Maligno prende possesso di Olimpia e rivela a Xena che dopo che quest'ultima ha ucciso Plutone ha preso il suo posto come monarca degli Inferi riuscendo a estendere il suo dominio, ma ora vuole anche il mondo dei vivi, nella taverna c'è la breccia che collega i due mondi, basterà solo che Evi vi versi il suo sangue e il Maligno nella sua forma fisica raggiungerà anche il loro mondo. Evi con i suoi poteri esorcizza il Maligno da Olimpia. Xena decide di sconfiggere il Maligno proprio nel regno degli Inferi, dunque decide di usare su di sé il suo tocco paralizzante in modo da morire, così il suo spirito raggiunge il mondo degli Inferi e lì incontra lo spirito di sua madre che purtroppo non ha trovato la pace. Negli Inferi Xena incontra personalmente il Maligno ma nemmeno il suo potere di uccidere gli Dei le serve a qualcosa, perché il Maligno negli Inferi è invincibile. Il Maligno confessa a Xena che chiunque lo uccida è destinato a prendere il suo posto come nuovo regnante degli Inferi. Olimpia usa il tocco che Xena le ha insegnato per rianimarla, Evi non può continuare a combattere contro il Maligno che infatti sta plagiando la mente della ragazza. Dato che il Maligno è invincibile solo negli Inferi, Xena decide di affrontarlo nel mondo dei vivi dove invece riuscirà a ucciderlo, anche perché lui dà per scontato che Xena non lo farebbe per paura di prendere il suo posto come governante degli Inferi. Evi con un coltello si infligge una ferita alla mano sanguinando nella voragine tra il mondo dei vivi e gli Inferi, in questo modo il Maligno raggiunge il mondo terreno e, avendo perso la sua invincibilità, Xena lo trafigge con la sua spada e lo uccide. L'anima della madre di Xena trova la pace apparendo alla figlia e alla nipote, contenta di poterle rivedere un'ultima volta. Tuttavia la voragine degli Inferi è ancora aperta e Xena ora deve assumersi l'incarico di sostituire il Maligno.

## Xena e la rivolta di Lucifero
- Titolo originale: Heart of Darkness
- Diretto da: Mark Beesley
- Scritto da: Emily Skopov

### Trama
Anfipoli torna ad essere abitata, arriva Virgilio il quale pare cambiato, è diventato arrogante e violento, lui vuole solo entrare nelle grazie di Xena dato che lei probabilmente potrebbe regnare nel mondo ora che quest'ultima ha ucciso gli Dei. In realtà Virgilio non è l'unico ad essere cambiato, anche Xena e Olimpia stanno diventando sempre più spregiudicate, così come il resto delle persone: è un effetto della crepa che divide gli Inferi dal mondo umano, se Xena non si farà risucchiare da essa prendendo il comando degli Inferi (come conseguenza del fatto che ha ucciso il precedente re, ovvero il Maligno) il male contaminerà gli esseri umani. Gli arcangeli Michele e Raffaele discutono della crepa e della riluttanza di Xena a voler accettare il suo ruolo come regnante degli Inferi, i due però vengono scherniti dall'arcangelo Lucifero (il portatore di luce) il quale li accusa di non voler prendere in mano la situazione, decide dunque di agire personalmente, sperando di essere promosso a serafino. Lucifero si presenta a Xena e combatte contro di lei, vuole gettarla nella crepa con le cattive, dando per scontato che possa batterla, dimostrando una spiccata superbia. Xena tuttavia lo convince a mettere da parte le ostilità, proponendogli di trascorrere del tempo con lei, in modo che Lucifero conosca i piaceri del mondo terreno, che agli angeli generalmente sono preclusi. Xena gli fa bere del vino, successivamente cerca di sedurlo ed effettivamente Lucifero è attratto da lei. Evi, in quanto messaggera di Belur, è l'unica il cui cuore non è stato contaminato dal male ed è disgustata dal comportamento di Xena, Olimpia e Virgilio. Lucifero decide di tornare nel Regno dei Cieli, quindi Xena organizza una festa per lui, dove tutti quanti si apprestano a soddisfare i loro desideri in una pratica orgiastica. Lucifero si lascia trasportare dalla lussuria e bacia Xena. Intervengono Michele e Raffaele i quali portano Xena nella crepa con l'intenzione di gettarcela dentro, ma in suo aiuto interviene Lucifero il quale adesso si è convinto che gli angeli, nel loro servilismo, si precludono ingiustamente i piaceri di cui possono godere solo i mortali: lui ora vuole restare nel mondo degli uomini al fianco di Xena. Raffaele e Michele battono in ritirata, mentre Evi a malincuore decide di spingere sua madre nella crepa ritenendolo il solo modo per estirpare il male dagli uomini. Purtroppo Xena, Olimpia, Virgilio e Lucifero riescono a catturarla, ma proprio quando quest'ultimo cerca di uccidere Evi, Xena lo ferma dicendo che sarà Olimpia a godere di questa opportunità. Lucifero, capendo che Xena preferisce Olimpia a lui, diventa preda dell'invidia, Xena poi lo deride dato che non si era reso conto che lei per tutto questo tempo non ha fatto che manipolarlo, voleva che Lucifero cedesse ai peccati capitali, a quel punto Lucifero si arrabbia cedendo così all'ultimo peccato, l'ira. Peccare è nella natura umana e non angelica, e infatti quando un angelo commette tutti i peccati capitali si trasforma in un mostro: Lucifero cambia aspetto, mutando in quello di un essere mostruoso, con le corna sulla testa e le ali di pipistrello. Dietro Lucifero si apre una crepa che porta agli Inferi, chiaramente lo reclamano in quanto ritenuto il degno sovrano degli Inferi, Xena voleva che Lucifero prendesse il suo posto, anche perché pure Michele aveva capito che in Lucifero albergava il male. Lucifero vedendo il suo nuovo aspetto cade nello sconforto, lui però brama ancora Xena, la vuole al suo fianco, ma Xena lo colpisce con un calcio gettandolo nella crepa che poi si richiude, dando conferma a tutti che Lucifero è diventato il nuovo re degli Inferi. La malvagità nei cuori di tutti svanisce, tutto torna alla normalità: anche se Xena stava diventando cattiva ha conservato parte della sua razionalità che le ha consentito di portare a termine il suo piano.

## Xena e la tratta delle schiave
- Titolo originale: Who's Gurkhan?
- Diretto da: Michael Hurst
- Scritto da: R.J. Stewart

### Trama
Olimpia torna a Potidea, insieme Xena, Evi e Virgilio, la sorella di Olimpia è sorpresa ma anche felice di rivederla. Lei si è sposata è ha avuto una figlia di nome Selina, tuttavia venne rapita da un sultano di nome Gurkhan, effettivamente Evi lo conosce, il suo sultanato si trova nell'Africa settentrionale. Sia il padre di Selina che i nonni cercarono di racimolare il denaro per riscattarla, ma Gurkhan li fece decapitare. Olimpia è adirata, ora che ha scoperto che i suoi genitori sono stati assassinati da Gurkhan, adesso vuole vendetta, infatti si dirige in Africa con Xena, seguiti da Evi e Virgilio, anche con lo scopo di salvare Selina. Evi confessa a Olimpia che in passato aveva venduto delle schiave a Gurkhan, ma non lo conobbe mai di persona. Virgilio, fingendosi un trafficante di donne, vende Olimpia e Xena a Gurkhan, che vengono condotte nel suo harem, tra le donne che vi dimorano una in particolare è piuttosto violenta e dispotica, ovvero Fatima, la prediletta di Gurkhan, la quale pretende disciplina dalle altre donne. Xena riesce finalmente a conoscere di persona Gurkhan, e per gioco gli chiede di decapitare Selina (chiaramente in modo da poterla identificare). Gurkhan, divertito dalla sua richiesta, accetta, ordinando la decapitazione di Selina, che si rivela essere proprio Fatima. Gurkhan invita Xena e Olimpia nella sua camera da letto, a quel punto Xena lo paralizza con il suo tocco, adesso Gurkhan non può emettere fiato, dando a Olimpia l'occasione di ucciderlo. Olimpia, anche se lo disprezza per quello che ha fatto ai suoi genitori e al cognato, decide di non ucciderlo, pur picchiandolo brutalmente. Xena e Olimpia vanno nella cella di Selina, a quel punto Olimpia le rivela di essere sua zia, Selina per soffocare il dolore della morte del padre e dei nonni aveva preferito offrire tutta la sua devozione a Gurkhan, ma adesso non è più necessario perché ora è al sicuro. Le guardie di Gurkhan vanno nella cella di Selina e, vedendola avvolta in un velo, la decapitano, ma poi scoprono che la persona che hanno appena ucciso in realtà era proprio Gurkhan. Olimpia e Xena non hanno solo liberato Selina ma anche tutte le donne nell'harem riportandole in Grecia.

## Xena contro i nomadi del deserto
- Titolo originale: Legacy
- Diretto da: Chris Martin-Jones
- Scritto da: Melissa Good

### Trama
Xena e Olimpia viaggiano nel deserto del Nord Africa. Le due donne si fanno un bagno, ma poi vedono due gruppi di nomadi affrontarsi, Xena e Olimpia intervengono e interrompono la battaglia. Quando i nomadi scoprono che le due guerriere sono proprio Xena e Olimpia, le accolgono con tutti i riguardi: grazie alla pergamene di Olimpia da loro studiate, le gesta di Xena sono diventate famose, e dopo averle viste combattere, ritengono che le due donne potrebbero aiutare le varie tribù nomadi a mettere da parte le loro divergenze per fare fronte comune contro i romani, che infatti da oltre oceano sono arrivati in Africa per invadere le loro terre. Xena accetta di combattere contro i romani. Olimpia uccide accidentalmente un nomade credendo che volesse attentare alla vita di Xena dato che teneva in mano un coltello, ma in realtà era solo una pergamena. Il ragazzo che lei ha ucciso è il figlio di Tazere, uno dei capo tribù, il quale pretende la pena di morte per Olimpia. Xena si oppone nella maniera più assoluta, ma Olimpia affranta dal rimorso, decide di accettare la condanna a morte. Xena va nell'accampamento della legione romana, fingendosi una patrizia, rivelando al capo della legione dove si nascondono i nomadi. Proprio quando Olimpia sta per essere giustiziata, Xena interrompe l'esecuzione, poi arrivano i romani, a quel punto Xena libera Olimpia, di conseguenza i nomadi sono costretti a combattere. Xena e Olimpia aiutano i nomadi a sconfiggere i romani, tra l'altro Olimpia salva Tazere da un soldato romano. Vinta la battaglia Olimpia viene perdonata da Tazere, se Xena ha impedito la condanna a morte della sua amica è perché morendo lei non avrebbe risolto nulla, Olimpia deve continuare a vivere per riuscire realmente a riscattarsi. Tazere non si sente ripagato della morte del figlio pur decidendo di non portare rancore a Olimpia.

## Xena e il rimorso di Olimpia
- Titolo originale: The Abyss
- Diretto da: Rick Jacobson
- Scritto da: James Kahn

### Trama
Xena, accompagnata come sempre da Olimpia, raggiunge una foresta dove le due amiche hanno appuntamento con Virgilio, non sanno però quanto quel luogo sia pericoloso, infatti è abitato da una tribù dedita al cannibalismo. I cannibali danno la caccia a Virgilio e al suo amico Hosep, catturano quest'ultimo e lo portano nel loro accampamento, mangiandolo. I cannibali attaccano Xena e Olimpia, quest'ultima, ancora afflitta dal rimorso di aver ucciso quel nomade, non si concentra, e uno dei cannibali la ferisce, tuttavia Xena mette i nemici in fuga. Xena medica la ferita di Olimpia, tenta di farle capire che cedere al rimorso per quello che fece a quel nomade non le servirà a nulla. Olimpia chiede a Xena un favore: quando morirà non vuole essere seppellita con le amazzoni, né a Potidea, infatti Olimpia vuole essere seppellita con Xena ad Anfipoli. Intanto Virgilio viene catturato dai cannibali che lo gettano in una cella insieme a un altro prigioniero, Rubio, in attesa di mangiarli. Olimpia viene catturata dai cannibali, Xena decide di non intervenire, limitandosi a seguirli individuando così il loro accampamento. Xena va nell'accampamento e libera Olimpia, Rubio e Virgilio, quest'ultimo aiuta Xena ad affrontare i cannibali potendo così aiutare Olimpia e Rubio nella fuga. I cannibali si lanciano all'inseguimento dei fuggiaschi, Xena li attira in una diga, dando invece a Olimpia il compito di tagliare la fune che tiene unita la barriera di contenimento che Xena ha creato con rocce e alberi in modo da bloccare il flusso del fiume. I cannibali attaccano Olimpia e Virgilio che li sconfiggono, anche perché Olimpia adesso riesce a combattere senza esitazione, infine taglia la corda liberando l'acqua del fiume che travolge i cannibali che Xena aveva condotto verso la trappola. Finita l'avventura, Xena è sollevata nel vedere Olimpia ritrovare la propria serenità.

## Xena e l'oro del Reno (1)
- Titolo originale: The Rheingold (1)
- Diretto da: John Fawcett
- Scritto da: R.J. Stewart

### Trama
L'episodio inizia con un avvenimento risalente a molti anni prima, Xena indossa l'armatura di una valchiria e porta al dito un anello d'oro, ad un tratto arriva un mostro ma Xena non è per nulla spaventata dal suo arrivo, al contrario si aspettava che il mostro facesse la sua comparsa. L'anello conferisce a Xena una forza straordinaria, con la quale Xena sconfigge facilmente il mostro e lo rinchiude in una gabbia sigillandolo in modo che nessuno potesse più uscirvi o entrarvi. Tuttavia Xena si rende conto troppo tardi che durante la lotta il mostro le aveva sfilato l'anello dal dito prendendone possesso: ora l'anello si trova nella gabbia e Xena non può più entrarvi. Rassegnata a non poter più reclamare l'anello, la principessa guerriera si limita ad andarsene lasciando che il mostro resti intrappolato per sempre nella gabbia. Tornando al presente, mentre Xena e Olimpia sono sole in una taverna vengono raggiunte da un guerriero di nome Beowulf, proveniente dalle terre scandinave, che chiede l'aiuto di Xena. Quest'ultima parla con Beowulf in un luogo appartato senza farsi ascoltare da Olimpia, e decide di seguire Beowulf nelle terre scandinave, ma impone a Olimpia di non venire con loro, Xena sente il bisogno di affrontare questa cosa senza l'aiuto della sua amica anche perché si tratta di fatti risalenti a prima del suo incontro con Olimpia. Xena, senza nemmeno salutare Olimpia, la quale stava ancora dormendo, parte con Beowulf, tuttavia Olimpia si mette sulle tracce di Xena, raggiungendo un villaggio nelle fredde terre scandinave dove trova un arazzo sul quale sono raffigurate le valchirie, guerriere mortali addestrate da Odino il dio dei germani, esse cavalcano cavalli volanti e possono usare delle magie per merito dello studio delle rune grazie alla supervisione dello stesso Odino. Una ragazza di nome Brunilde si avvicina a Olimpia rivelandole che anche Xena era una valchiria, Odino che ormai era afflitto dalla natura violenta dell'uomo volta principalmente alla guerra, rimase affascinato da Xena e dal suo amore per la lotta, tanto che Odino per merito di Xena ritrovò la sua passione per le battaglie: in cambio il dio fece di Xena una valchiria e le insegnò anche a manipolare il fuoco, rivelandole che una valchiria può creare una fiamma che non si spegnerà mai nel caso usasse tutta la sua forza vitale. Grinilde, la prediletta di Odino nonché la più valorosa delle valchirie, era disgustata nel vedere il cinismo con cui Xena incoraggiava la lotta, e al contrario di Odino, che prendeva le difese di Xena, vedeva la crudeltà nell'animo della donna. Brunilde confessa a Olimpia che ha sempre desiderato conoscere Xena affascinata dai suoi racconti, poi Brunilde continua a narrare la storia di Xena e delle valchirie: Xena confessò a Odino di amarlo e gli chiese il segreto della pietra d'oro. Odino le spiegò che era custodita nel fiume Reno, a sorvegliarla erano le figlie del Reno, ma solo un cuore incapace di amare poteva attingere pienamente al potere della pietra d'oro. Grinilde rimproverò aspramente Odino rivelandogli che Xena adesso sta andando a recuperare la pietra, aveva fatto credere a Odino che lo amasse in modo da indurlo a credere che Xena non potesse usare il potere della pietra d'oro. Odino trovava assurdo che Xena si fosse spinta a tanto anche perché lei non sapeva che solo un cuore incapace di amare può sfruttare al meglio il potere della pietra d'oro, ma Grinilde gli spiegò che la leggenda della pietra non è così sconosciuta, Odino non frequenta molto i mortali del suo regno ed è ignaro che le proprietà della pietra d'oro sono ben note. Xena, probabilmente ascoltando i racconti dei cantori, aveva già sentito parlare dei poteri della pietra e ora per colpa di Odino sapeva dove trovarla. Grinilde e le valchirie si lanciarono all'inseguimento di Xena, ma quest'ultima riuscì a sconfiggerle e sebbene avesse l'opportunità di uccidere Grinilde le risparmiò la vita (dimostrandosi non totalmente priva di scrupoli). Xena trovò le figlie del Reno che apparivano come delle ragazze giocose e amichevoli, Xena si finse loro amica, una di loro le mostrò la pietra d'oro e Xena la picchiò rubando la pietra. Brunilde spiega a Olimpia che Xena fuse l'oro della pietra e lo usò per forgiare un anello che una volta indossato l'avrebbe resa invincibile. Intanto Xena e Beowulf danno la caccia a un mostro di nome Grindl, il motivo per cui Beowulf ha chiesto a Xena di seguirlo nelle terre scandinave è per aiutarlo a uccidere Grindl, la cui furia omicida è incontenibile. Anche i fratelli di Beowulf sono stati uccisi dal mostro, che si rivela essere lo stesso che Xena intrappolò nella gabbia e le rubò l'anello. Xena aveva usato sulla gabbia il sigillo di Odino che avrebbe reso la gabbia inaccessibile e invalicabile, ma Grindl è riuscito a evadere ugualmente dalla gabbia e adesso porta al dito l'anello d'oro. Xena rivuole l'anello per restituirlo alle figlie del Reno così lei e Beowulf affrontano Grindl, ma il mostro li sconfigge, mentre Olimpia e Brunilde giungono sul posto in modo da aiutare Xena.

## Xena e l'anello maledetto (2)
- Titolo originale: The Ring (2)
- Diretto da: Rick Jacobson
- Scritto da: R.J Stewert

### Trama
Xena, Olimpia, Brunilde e Beowulf si addentrano nel territorio di Grindl, a quel punto Xena rivela a Olimpia la parte mancante della storia: nel momento in cui forgiò l'anello con l'oro della pietra, Grinilde riuscì a rubarglielo: essendo consapevole di non poter battere Xena, decise di usare l'anello per sconfiggere la sua rivale. Xena la mise in guardia, se a usare l'oro della pietra fosse stata una persona capace di amare avrebbe pagato un prezzo enorme, ovvero avrebbe perso ciò più amava. Grinilde intendeva usare l'anello solo il tempo necessario per sconfiggere Xena e poi sfilarselo prima che il potere la corrompesse. Effettivamente Grinilde, mettendo l'anello all'anulare della mano sinistra, ottenne una forza tale da battere Xena, ma l'anello d'oro non tardò a manifestare i suoi nefasti poteri, privando Grinilde di ciò che lei più amava, ovvero la sua umanità e infatti si trasformò nel mostro, è lei Grindl, comunque Xena fece in tempo a riprendersi l'anello tagliando con un colpo di spada l'anulare sinistro di Grinilde. Xena la rinchiuse nella gabbia con il sigillo di Odino, dove Grinilde è rimasta intrappolata per sette lustri fino al punto che perse ogni contatto con la sua indole umana, potendo sfruttare il potere dell'anello d'oro per infrangere il sigillo e fuggire dalla gabbia. Intanto Xena affronta Grindl, e benché fosse dell'intenzione di combattere senza l'aiuto di nessuno, Olimpia, Beowulf e Brunilde non intendono lasciarla sola, quindi affrontano il mostro tutti e quattro insieme, Olimpia impugna il chakram e lo usa per ferire più volte Grindl, infine Xena afferra il chakram con il quale trafigge Grindl all'addome uccidendolo, pur non essendo felice di aver tolto la vita a Grinilde che non lo meritava, e toglie l'anello al mostro. Xena però nota che l'anulare sinistro del mostro è intatto, mentre lei tagliò quello di Grinilde, adesso Xena ha capito che Grindl e Grinilde non sono la stessa creatura. Brunilde che aveva sempre desiderato conoscere Xena, si sta rendendo conto che è ben diversa da come la immaginava, lei ora combatte anche perché apprezza il valore della vita, Brunilde non tarda a capire che è stata l'influenza di Olimpia a cambiare in meglio Xena, infatti Olimpia fa capire a Brunilde che il valore di un guerriero non si misura solo dalla sua forza, ma anche dalla passione con cui difende i più bisognosi. Xena suggerisce a Olimpia di non fidarsi di Brunilde, avendo capito che lei è come un tempo era Xena quando era una guerriera spietata e ambiziosa. Le preoccupazioni di Xena sono fondate, infatti Brunilde è una valchiria di Odino, il quale l'aveva incaricata di tenere d'occhio Xena e Olimpia, ma ormai Odino non si fida più di Brunilde avendo capito che lei si è innamorata di Olimpia. Intanto Odino e le sue valchirie attaccano Xena, Olimpia e Beowulf, tuttavia Brunilde in sella al suo cavallo volante porta in salvo Olimpia. Odino tenta di raggiungere un compromesso con Xena, le promette che le darà il permesso di tornare in Grecia se gli consegnerà l'anello, lui vuole usarlo per avere il controllo sugli altri Dei, ma Xena si rifiuta di farlo, lei vuole restituirlo alle figlie del Reno. Odino le promette che lei affronterà la furia di Grinilde, rivelandole che lei era in stato di gravidanza quando l'anello la trasformò in un mostro, diede così alla luce Grindl che infatti assunse le stesse fattezze mostruose della madre. Odino è consapevole che Xena è un'avversaria temibile dato che ha il potere di uccidere gli Dei oltre all'addestramento di una valchiria, quindi va da Grinilde offrendole la possibilità di combattere al suo fianco contro Xena in modo da avere la sua vendetta. Brunilde spiega a Olimpia che come valchiria ha sempre condotto nel Valhalla gli spiriti dei guerrieri che morivano in battaglia, ma in nessuno di loro ha visto la stessa nobiltà d'animo di Olimpia, ora Brunilde ha capito che non può più combattere per Odino non condividendone più i valori, adesso Brunilde vuole uccidere Xena e dimostrare a Olimpia di essere la più degna a stare al suo fianco, ma Olimpia le fa capire che non è in questo modo con cui otterrà il suo amore. Le valchirie stanano Olimpia e Brunilde che però le sconfiggono, intanto Grinilde e Odino, aiutati dalle valchirie, attaccano Xena e Beowulf, quest'ultimo viene ferito da una valchiria, mentre Xena decide di indossare l'anello. Anche se Xena ormai possiede un cuore capace di amare, intende usare l'anello solo il tempo necessario da sconfiggere i suoi nemici prima che l'anello possa usare contro di lei il suo potere. Grazie all'anello, Xena batte le valchirie e riesce anche a mettere in fuga Grinilde sconfiggendola, nemmeno Odino con i suoi poteri riesce a sottometterla, infine Xena fugge nel bosco e incontra Brunilde, quest'ultima nota che Xena non è in sé, infatti non ricorda nulla, nemmeno il proprio nome. Brunilde ha capito che l'anello l'ha privata della memoria e dunque ha perso anche il ricordo di Olimpia, la persona che più ama. Brunilde convince Xena a cederle l'anello, poi Xena scappa via lasciando per terra la spada e il chakram, mentre Beowulf sopravvissuto alla ferita si rialza. Brunilde dona l'anello a Olimpia e per proteggerla si trasforma in un fuoco (lo stesso potere che Odino tentò di insegnare a Xena) che circonda Olimpia la quale cade in un sonno profondo.

## Xena e il ritorno della Valchiria (3)
- Titolo originale: Return of the Valkyrie (3)
- Diretto da: John Fawcett
- Scritto da: Emily Skopov

### Trama
Un anno dopo il combattimento contro Odino e Grinilde, ormai la storia di Olimpia (la fanciulla che custodisce l'anello d'oro intrappolati entrambi nel cerchio di fuoco) è diventata famosa, tanto che il guerriero vichingo Erick e i suoi uomini raggiungono il bosco dove Olimpia dorme ancora oggi con in mano l'anello. Erick vuole risvegliare Olimpia, ma Beowulf (che ha preso parte anche lui alla spedizione di Erick) cerca di scoraggiarlo dal farlo spiegandogli che la sola persona capace di attraversare quelle fiamme è l'anima gemella di Olimpia, infatti anche Beowulf aveva tentato di attraversare quel fuoco ma si è solo ustionato la mano sinistra. Arriva Grinilde che uccide gli uomini di Erick, mentre Beowulf e il suo aiutante Wiglaf scappano, infine Erick tenta di attraversare le fiamme venendo consumato dal fuoco morendo. Beowulf e Wiglaf vanno a trovare re Hrothgar di Danimarca il giorno del suo matrimonio. Beowulf rimane scioccato quando scopre che la sposa è Xena, che ha perso la memoria e tutti chiamano Wealthea. Dopo il matrimonio, Beowulf convince Xena a venire via con lui, dopo aver sconfitto i soldati di Hrothgar, anche con l'aiuto di Xena la quale, pur avendo perso la memoria, sembra conservare il ricordo della sua tecnica di lotta: occasionalmente comincia a riaffiorare qualche ricordo del suo passato. Xena però è inorridita all'idea che un tempo era una combattente sanguinaria e che forse dovrà tornare a esserlo. Arrivano le valchirie, Xena affronta una di loro mettendola in difficoltà ma senza il desiderio di ucciderla. Interviene Odino che interrompe la battaglia e dà a Xena e Beowulf il permesso di proseguire il viaggio, ora che si è accertato che Xena non ha più memoria di chi era non la ritiene più una minaccia, inoltre Odino brama ancora l'anello d'oro e solo Xena può recuperarlo attraversando il fuoco di Brunilde. Finalmente Xena e Beowulf raggiungono Olimpia, in quel momento dal fuoco Xena sente la voce di Brunilde che le spiega che l'amore che lega Xena e Olimpia è più forte del fuoco che la stessa Brunilde creò per proteggere Olimpia. Arrivano le valchirie, ma Xena e Beowulf le sconfiggono, Xena uccide una di loro lanciandola contro il fuoco di Brunilde. A quel punto arriva Grinilde, e Beowulf la tiene occupata permettendo a Xena di attraversare le fiamme di Brunilde, finalmente Xena recupera tutti i suoi ricordi e bacia Olimpia sulle labbra risvegliandola dal suo sonno. Olimpia dà a Xena l'anello, le due donne sentono la voce di Brunilde che fa capire a Xena che solo l'anello può salvare Grinilde. Xena forgiò l'anello con l'intenzione di usarlo per i suoi scopi malvagi, ma ora Xena ha capito che se usato con buone intenzioni anche il potere dell'anello d'oro può essere impiegato per motivazioni nobili. Grinilde attacca Xena ma lei non intende combattere, ha capito che c'è ancora del buono in Grinilde facendo appello alla sua umanità, e le chiede sinceramente perdono per il male che le ha fatto e grazie al potere dell'anello d'oro Grinilde torna umana. Olimpia si separa da Beowulf abbracciandolo con affetto, la voce dello spirito di Brunilde augura buona fortuna a Olimpia che le dà l'ultimo saluto. Xena e Grinilde, in sella ai cavalli volanti, raggiungono il Valhalla, nonostante Xena si rifiuti di dare a Odino l'anello d'oro gli restituisce l'affetto di Grinilde e infatti lei e Odino si abbracciano, questo in parte placa l'astio che Odino nutre per Xena. Quest'ultima, accompagnata da Olimpia, raggiunge le figlie del Reno, che ancora ricordano quello che Xena aveva fatto loro tanti anni prima, ma Xena oltre alle doverose scuse, restituisce alle figlie del Reno l'anello d'oro. Ora più che mai Xena capisce che Olimpia ha fatto di lei una persona migliore.

## Xena e la fattoria di Marte
- Titolo originale: Old Ares Had a Farm
- Diretto da: Charles Siebert
- Scritto da: R.J. Stewart

### Trama
Dal momento che i guerrieri che Marte si era fatto nemico quando lui era il dio della guerra ora reclamano vendetta (in virtù del fatto che ora Marte è mortale e dunque vulnerabile) Xena e Olimpia decidono di aiutarlo. Adesso che Marte è umano ritengono che debba cambiare completamente identità, abbracciando uno stile di vita che gli permetta di non attirare troppo l'attenzione, quindi decidono di istruirlo alla vita del contadino. Xena e Olimpia portano Marte in una vecchia fattoria abbandonata che apparteneva ai nonni di Xena, quest'ultima conserva dei bei ricordi legati alla sua infanzia in quel posto. Nella fattoria si aggira un cane, il quale si affeziona subito a Marte che poi alla fine decide di tenerlo con sé. Dopo molto duro lavoro, finalmente Xena, Olimpia e Marte riescono a rimettere a nuovo la fattoria. In ogni caso è necessario allontanare i tagliagola che vogliono la morte di Marte, quindi Xena e Olimpia riescono a manipolarli dando loro false informazioni, ovvero che Marte si è rifugiato nelle Parnete, di conseguenza i guerrieri si dirigono lì, si racconta che da quelle parti vi dimori un mostro molto pericoloso, probabilmente quello che vogliono Xena e Olimpia è che sia la creatura a occuparsi dei guerrieri. Le due combattenti lasciano solo Marte nella sua nuova fattoria, quest'ultimo cerca di accettare con più serenità la sua nuova vita da umano.

## Xena e la battuta di caccia
- Titolo originale: Dangerous Prey
- Diretto da: Renée O'Connor
- Scritto da: Joel Metzger

### Trama
Un principe di nome Morloch si diverte a rapire le amazzoni per poi braccarle e ucciderle, come se fossero animali da caccia, per lui è solo un gioco. L'ultima sua vittima è Marga, la regina delle amazzoni, in aiuto delle guerriere arrivano Xena e Olimpia, ma è troppo tardi: infatti quando Xena va a cercare Marga insieme a Varia la trova morta. Morloch decide di fare di Xena la sua nuova preda, mentre quest'ultima deve combattere al fianco di Varia, sebbene non sia facile gestire il brutto carattere dell'amazzone, che per via della morte di Marga ora è accecata dal desiderio di vendicarla. Morloch usa ogni mezzo pur di stanare Xena, lui e i suoi uomini hanno disseminato la foresta di trappole, riuscendo a rapire Varia. Usandola coma ostaggio, Morloch attira Xena in una trappola, potendola affrontare in duello. Morloch si rivela un avversario ostico, ma alla fine Xena lo uccide facendo in modo che il suo avversario si trafigga da solo con un palo di legno. Le amazzoni celebrano il funerale di Marga, infine Varia viene nominata nuova regina delle amazzoni.

## Xena contro Caligola
- Titolo originale: The God You Know
- Diretto da: Garth Maxwell
- Scritto da: Emily Skopov

### Trama
L'Arcangelo Michele chiede a Xena e Olimpia di uccidere Caligola, il nuovo imperatore di Roma, spiegando alle due guerriere che adesso lui è un dio, Xena conosce bene la fama di Caligola il quale è famoso per essere un despota e un esaltato. Michele fa appello al lato materno di Xena, perché a breve Caligola farà del male a Evi in quanto lei è a capo del culto di Belur. Evi va a Roma minacciando Caligola davanti a tutti, promettendogli che la sua tirannia avrà vita breve. Intervengono Xena e Olimpia, quest'ultima porta al sicuro Evi, mentre Xena si prepara a uccidere Caligola, ma interviene Marte che la ferma, a quanto pare ha agito così per proteggere sua sorella Venere, la quale si rivela essere l'amante di Caligola. Xena si presenta a Caligola con il nome di Saba, con la scusa di volerlo sfidare in una gara con le bighe. Marte spiega a Xena che lui e Venere hanno rappresentato per tanto tempo, rispettivamente, la guerra e l'amore, due elementi complementari, ma quando Marte ha rinunciato ai suoi poteri divini in assenza della guerra il potere dell'amore di Venere si è sbilanciato. Ormai Venere ha perso la ragione (tanto che non riconosce più nessuno, nemmeno Xena e Olimpia) e Caligola si è avvicinato a lei e da Venere sta traendo i suoi poteri divini, quindi se Caligola muore anche Venere farà la medesima fine. Xena non intende causare la morte di Venere, dunque Michele decide di forzarla a uccidere Caligola, ottenendo la fiducia di Evi e mandandola al cospetto dell'imperatore romano, sapendo che Caligola cercherà di ucciderla e che Xena pur di proteggere la figlia ucciderà l'imperatore. Xena convince Caligola a limitarsi, per il momento, a rinchiudere Evi nelle prigioni, ritenendo che lui otterrebbe il consenso del popolo se uccidesse Evi davanti a tutti in quanto lei è la messaggera di Belur. Michele, vedendo fallire il suo piano, decide di agire personalmente e tenta dunque di uccidere Venere, ma Xena lo affronta e lo sconfigge. Michele spiega a Xena che Caligola, in qualità di dio e imperatore potrebbe distruggere tutto il culto di Belur. Xena, però, non potendo perdonare Michele per aver cercato di manipolare Evi, decide di ucciderlo, anche perché il potere di Xena di uccidere gli Dei probabilmente è altrettanto efficace anche con gli angeli, tuttavia lo spirito di Belur priva Xena del potere sotto lo sguardo compiaciuto di Michele. Caligola bacia un'ultima volta Venere assorbendo così tutto il suo potere divino, ora Venere è solo un'umana, però ha recuperato la memoria inoltre adesso il suo legame con Caligola è spezzato. È arrivato il giorno della gara di bighe tra Xena e Caligola, quest'ultimo durante la gara usa i suoi poteri contro Xena che riesce a vincere comunque. Come promesso, il vincitore può uccidere Evi davanti al popolo romano, ma quando Xena si rivela a Caligola con la sua vera identità, quest'ultimo non trova il coraggio di farle del male vista la fama di Xena e del suo potere di uccidere gli Dei (Caligola ignora che Xena adesso non possiede più quel potere). Xena facendogli credere che per lei ucciderlo sarebbe anche troppo facile, lo induce a togliersi la vita ritenendo che con il suicidio Caligola diverrebbe immortale nel ricordo di tutti. Caligola, condizionato dalle parole di Xena, impugnando una spada, la usa per trafiggersi e così si toglie la vita, infatti ora che Xena non possiede più il potere di uccidere gli Dei, era necessario che Caligola commettesse il suicidio affinché egli morisse. Xena però non va orgogliosa di questa vittoria avendo capito che Caligola non era malvagio ma solo impazzito, e lei ha fatto leva sulla sua instabilità mentale per indurlo a togliersi la vita. Anche se Xena non possiede più la facoltà di uccidere gli Dei non è per nulla insoddisfatta, ritenendo che comunque sono Olimpia ed Evi il bene più prezioso che ha.

## Xena e l'intervista alla mitologia
- Titolo originale: You Are There
- Diretto da: John Laing
- Scritto da: Chris Black

### Trama
L'episodio viene narrato dal punto di vista di un giornalista (interpretato da Michael Hurst lo stesso interprete di Iolao della serie Hercules) il quale cerca di fare luce sul personaggio di Xena, cercando di comprendere se lei è veramente una figura eroica o solo una guerriera spietata. Xena è interessata a raggiungere il Valhalla, la dimora di Odino, nel frattempo il giornalista raccoglie varie interviste ascoltando i punti di vista di Caligola, Michele e Lucifero, i quali dipingono Xena come una donna egoista e manipolatrice. Il giornalista accoglie Odino il quale rivela che l'obiettivo di Xena è quello di intrufolarsi nel Valhalla per rubargli le mele d'oro, chi le mangia può diventare una divinità, ritenendo che il piano di Xena è quello di offrire una delle mele a Marte in modo che lui torni a essere il dio della guerra oltre a cibarsi lei stessa di una delle mele così da diventare una divinità e regnare insieme a Marte. Xena si sta rendendo conto che le persone stanno cambiando, per qualche motivo non riescono più a provare affettività. Intanto una fonte anonima contatta il giornalista che gli dà appuntamento, la persona misteriosa indossa un cappuccio, è impossibile capire chi sia, si limita solo a dire al giornalista "segui l'amore" capendo che si sta riferendo a Venere, quindi va dall'ex dea la quale spiega che ora che ha perso i suoi poteri non può più donare amore ai mortali, questo spiega il loro cambiamento. Venere, accompagnata dal giornalista, raggiunge Olimpia e Beowulf all'esterno del Valhalla in attesa di vedere chi tra Xena e Odino vincerà il duello. Xena sconfigge Odino costringendolo a uscire insieme a lei dal Valhalla con le mele d'oro. Adesso l'opinione che il giornalista ha di Xena pare migliorata, dando per scontato che Xena voglia semplicemente dare a Venere la mela d'oro per renderle il suo potere di divinità in modo che Venere ridia agli uomini la capacità di amare, ma poi sopraggiunge Marte e Xena gli dà la mela d'oro e con un solo morso Marte torna a essere un dio, poi Marte offre a Xena la possibilità di mangiare anche lei la mela d'oro e diventare una dea, a quel punto il giornalista sembra rassegnato al fatto che Xena sia una donna malvagia e ambiziosa, fino a quando lei non rifiuta l'offerta dando la mela d'oro a Venere che, cibandosene, torna a essere una dea, in questo modo le persone tornano ad amarsi. La misteriosa persona incappucciata si rivela essere Grinilde, è stata lei ad aiutare Xena a intrufolarsi nel Valhalla in modo da aiutarla a rubare le mele d'oro. Infine il giornalista intervista sia Xena che Grinilde, quest'ultima si sentiva in debito con Xena dato che le aveva restituito la sua umanità, le due donne spiegano quanto la figura di Marte che rappresenta la guerra sia altrettanto importante quanto quella di Venere, era necessario che entrambi riottenessero il loro potere, perché l'amore senza guerra non sarebbe riuscito a bilanciare l'equilibrio del mondo.

## Xena e il sentiero della vendetta
- Titolo originale: Path of Vengeance
- Diretto da: Chris Martin-Jones
- Scritto da: Joel Metzger

### Trama
Evi arriva nelle terre amazzoniche per proclamare la pace, l'attuale imperatore di Roma manda i suoi legionari a scortarla sebbene lei non volesse il loro aiuto, le amazzoni vedendo i legionari, credendo che siano venuti per ingaggiare una battaglia, li attaccano e li uccidono. Le tribù delle amazzoni si sono unificate con Varia come loro guida in quanto a capo del consiglio delle regine amazzoni. Il comportamento di Varia non è tollerato da tutte le amazzoni anche perché fa uccidere i legionari che si erano già arresi, inoltre cattura Evi per processarla. Intervengono Xena e Olimpia, quest'ultima è una regina amazzone rispettata, dunque può partecipare al processo contro Evi, la quale è ancora colpevole di aver combattuto contro le amazzoni quando era la campionessa di Ottaviano. Già una volta le amazzoni hanno graziato Evi permettendole di lasciare le loro terre, ma adesso che è tornata su di lei cadrà la sentenza di morte. Xena non intende permetterlo, tuttavia per rispetto nei confronti delle amazzoni e delle loro leggi, non può interferire con le loro decisioni, anche perché Evi è pronta ad accettare la morte pur di espiare le sue colpe. Varia racconta di quando conobbe Evi, ai tempi in cui si faceva chiamare Livia, e attaccò la sua tribù, Varia aveva la possibilità di ucciderla ma non ebbe il coraggio di farlo e quindi Evi le uccise la sorella. Xena e Olimpia notano che Varia possiede una spada simile a quella che Marte donò a Evi quando era la sua campionessa, adesso hanno capito che Varia è la nuova protetta di Marte. Xena interroga Evi davanti alle regine amazzoni, e quest'ultima confessa che era stato Marte a consigliarle di attaccare le amazzoni in modo da poterle vendere come schiave a Gurkhan. Varia pretende una spiegazione da Marte, il quale le spiega che Diana voleva che le amazzoni si indebolissero dividendole in varie tribù, Marte riteneva che con Evi come nemico comune le amazzoni si sarebbero unite riottenendo la loro forza, tra l'altro le rivela che Evi non riuscì a vendere a Gurkhan le amazzoni in quanto non le voleva come sue concubine data la loro indole aggressiva, quindi Evi le uccise tutte gettandole in mare. La sentenza di morte di Evi deve essere decisa all'unanimità dal consiglio delle regine amazzoni, e quindi anche Olimpia decide per la morte della ragazza. Xena si arrabbia con la sua amica, ma Olimpia le spiega che mettendosi contro le altre amazzoni nella fase di votazione le avrebbe avute tutte come sue nemiche, adesso però Olimpia può appellarsi alla legge per cui, se sfida Varia in duello in rappresentanza di Evi, può proscioglierla dalle accuse nel caso vincesse. Varia affronta Olimpia e la sconfigge, adesso Evi verrà condannata a morte. Xena sfida Varia a duello e riesce a batterla, ma non intende farle del male né tanto meno impedire la condanna a morte di Evi, infatti dà a Varia il permesso di uccidere pure lei, tuttavia mette in guardia Varia perché se seguirà la via della vendetta scegliendo Marte come sua guida, diventerà persino più crudele di quanto lo fosse Evi in passato. Varia si prepara a uccidere Xena, ma quando vede lo sguardo sconcertato delle altre amazzoni, allibite dal comportamento rabbioso di Varia, quest'ultima mette da parte il suo odio. Evi abbraccia Varia che finalmente si lascia alle spalle tutta la sua rabbia. Varia assolve Evi dai suoi crimini, permettendole di continuare a vivere in modo che possa riscattarsi dalle sue colpe. Xena e Olimpia propongono a Evi di continuare a viaggiare con loro, ma Evi rifiuta, questa è l'ultima volta che vedrà sua madre dicendole addio, adesso sente il bisogno di proseguire il suo viaggio da sola, abbracciando e ringraziando sia Olimpia che Xena perché quest'ultima le ha dato la vita mentre Olimpia ha avuto il coraggio di combattere per difenderla.

## Xena contro Bellerofonte
- Titolo originale: To Helicon and Back
- Diretto da: Michael Hurst
- Scritto da: Liz Friedman

### Trama
Olimpia e Varia festeggiano l'eclisse insieme alle altre amazzoni in una cerimonia, ma poi degli uomini le attaccano, e rapiscono Varia. Xena e le amazzoni vanno nella fortezza a Helicon per salvare la regina dato che è lì che è stata portata, la fortezza si affaccia sul mare, Xena fa irruzione nella fortezza mentre Olimpia e le altre amazzoni muoveranno un attacco dal mare nascoste in una barca. Xena scopre che gli uomini che hanno rapito Varia sono guidati da Bellerofonte e quindi lo affronta, quest'ultimo però dà prova di avere una forza eccezionale, paragonabile a quella di un dio, infatti lui è il figlio della dea Diana, è un semi-dio. Bellerofonte ha rapito Varia sapendo che Xena e le amazzoni avrebbero raggiunto la fortezza con l'intento di salvarla, in modo da uccidere sia Xena che le amazzoni, infatti quello che vuole Bellerofonte è far soffrire Xena, colpevole di aver ucciso Diana. Xena si vede costretta a interrompere il duello per salvare le amazzoni, Bellerofonte aveva capito che si erano nascoste nella barca che si stava avvicinando alla spiaggia e infatti le ha attaccate con le catapulte. Olimpia e le amazzoni raggiungono la spiaggia, seppur disorganizzate, Xena affida a Olimpia il comando delle amazzoni dato che lei è una regina, purtroppo però, per via delle catapulte la fortezza è inarrivabile per le amazzoni. Bellerofonte libera Varia, promettendole che lascerà in pace le amazzoni se lei ucciderà Olimpia, quindi Varia armata di arco e freccia cerca di uccidere Olimpia, ma Xena riesce a fermarla, facendo capire a Varia che Bellerofonte non avrebbe mantenuto la promessa fatta. Olimpia decide di non vendicarsi di Varia nonostante lei l'abbia tradita, ma la spoglia del titolo di regina amazzone. Olimpia è pronta a tutto pur di distruggere Bellerofonte e la sua armata, anche a costo di sacrificare la vita di altre amazzoni, ormai Xena si è resa conto di quanto Olimpia sia cambiata nel corso delle battaglie che hanno affrontato insieme. Xena raggiunge la fortezza, provocando Bellerofonte, poi lei si dà alla fuga e Bellerofonte si lancia al suo inseguimento insieme ai suoi uomini, raggiungendo il bosco dove Olimpia e le amazzoni li sorprendono con un'imboscata. Le amazzoni sconfiggono gli uomini di Bellerofonte, mentre quest'ultimo combatte contro Xena che riesce a batterlo. Xena non intende ucciderlo, tentando di convincerlo a mettere da parte le sue ostilità, ma lui ritiene che solo con la morte questa battaglia avrà fine, quindi attacca un'ultima volta Xena che però lo uccide con un colpo di spada. Proprio quando Olimpia stava per uccidere un soldato di Bellerofonte che stava scappando, Xena la convince a risparmiarlo, ormai la battaglia è vinta. Olimpia adesso ha capito che ogni volta che combatte rinuncia a una parte della sua umanità, comunque le amazzoni hanno vinto e Olimpia si riconcilia con Varia.

## Xena e Olimpia nel futuro
- Titolo originale: Send in the Clones
- Diretto da: Charlie Haskell
- Scritto da: Paul Robert Coyle

### Trama
In epoca moderna la dottoressa Alexis (identica ad Antinea) acquista da un contrabbandiere il chakram di Xena nonché due capelli intatti di Xena e Olimpia, usando la scienza riesce a clonare Xena e Olimpia, tra l'altro grazie alla sua équipe (tutti fan della serie televisiva tratta dalle avventure di Xena e Olimpia) usando proprio gli episodi della serie ricostruiscono i ricordi delle due guerriere. I cloni di Xena e Olimpia si ritrovano così nell'epoca moderna. Alexis fa arrestare Olimpia, di conseguenza Xena affronta la polizia liberando l'amica, ma con questo gesto adesso Xena e Olimpia vengono screditate agli occhi della comunità. Fa tutto parte del piano di Alexis che si rivela essere proprio Antinea: dopo la morte di Xena e Olimpia nel corso degli anni il male è dilagato, e di questo Antinea non poteva che esserne contenta, ma da quando è stata creata la serie di Xena le persone (ispirate dalla serie) hanno ritrovato fiducia nell'eroismo, di conseguenza Antinea ha clonato Xena e Olimpia sperando che le due donne non integrandosi nell'epoca moderna si sarebbero fatte nemiche la società in modo da gettare fango sulla loro immagine. Antinea raggiunge Xena e Olimpia che si sono rifugiate in una discarica di auto da rottamare, Antinea cerca di mettere Xena contro Olimpia ricordandole le cose orribile che lei le ha fatto, quando la tradì permettendo a Ming T'ien di catturarla o quando Speranza, la figlia di Olimpia, uccise Seleuco, il figlio di Xena. Tuttavia niente è in grado di spezzare il legame tra Xena e Olimpia, a quel punto Antinea cerca di uccidere Xena mettendosi alla guida di un'auto tentando di travolgerla, ma finisce per urtare una centralina elettrica, e l'auto salta in aria e Antinea muore nell'esplosione. Per via di alcuni bidoni contenenti del gasolio anche Xena e Olimpia apparentemente vengono coinvolte nell'esplosione, ma in realtà all'insaputa di tutti sopravvivono per poi allontanarsi con un taxi.

## Xena e l'ultimo dei Centauri
- Titolo originale: Last of the Centaurs
- Diretto da: Garth Maxwell
- Scritto da: Joel Metzger

### Trama
Lo spirito di Anfitea entra in contatto con Xena e Olimpia, sebbene solo quest'ultima riesca a vederla, ciò è possibile perché Olimpia è un'amazzone come lo era Anfitea. Quest'ultima invoca l'aiuto di Xena e Olimpia perché devono proteggere Xenan, il figlio centauro di Anfitea, il quale è in pericolo dato che Belach, un potente e benestante uomo che ha dichiarato guerra ai centauri, vuole attentare alla vita di Xenan. Desiderosa di confrontarsi con Belach, la principessa guerriera va da lui, sconcertata nell'apprendere che Belach è uguale identico ad Aristarco, ora Xena ha capito chi è: Belach è il figlio di Aristarco, lo aveva avuto dalla sua compagna, ma poi la tradì con Xena e abbandonò sia lei che il figlio preferendo Xena a loro. Belach spiega a Xena che sta facendo uccidere i centauri perché loro hanno rapito la sua unica figlia Nicha. Tuttavia Xena e Olimpia scoprono che in realtà Nicha e Xenan si amano, infatti si sono sposati e Nicha aspetta un figlio da lui, il quale sarà un centauro. Xena spiega a Olimpia che non vuole uccidere Belach, si è sempre sentita in colpa per aver umiliato sia lui che la madre. Xena cattura Belach, il quale adesso ricorda che lei è la stessa donna per la quale Aristarco abbandonò sia lui che la madre. Xena gli mostra i cadaveri dei centauri che gli uomini di Belach hanno ingiustamente ucciso, sperando che facendogli vedere lo scempio commesso lui desista dalle proprie intenzioni, ma è tutto inutile, anche dopo aver saputo che Nicha non è in pericolo ma che si è semplicemente innamorata di un centauro e che lo ha sposato (e che a breve avrà un figlio da lui) non intende fermarsi, non accetta che la figlia metta al mondo un centauro, da lui ritenuto un essere selvaggio e inferiore. Belach e i suoi uomini catturano Xenan, con la minaccia di ucciderlo se Nicha non tornerà con suo padre, intanto Nicha partorisce con l'aiuto di Olimpia e dà alla luce il suo bambino. Xena libera Xenan, poi lei e Olimpia affrontano gli uomini di Belach, mentre quest'ultimo combatte contro Xenan. Xena rivela a Belach che lei e Aristarco ebbero un figlio, Seleuco, e che nonostante Belach conservasse del padre il ricordo di un guerriero spietato, Aristarco prese le distanze da Xena aiutando i centauri allo scopo di diventare un uomo migliore, Aristarco non si era mai perdonato per aver abbandonato Belach e infatti quando è nato Seleuco cercò di portarlo via dalla madre per riscattarsi di aver abbandonato il suo primo figlio, finendo però col morire. Belach sentendo questo racconto, mette da parte tutto l'odio che aveva accumulato, pentendosi delle proprie azioni, dando a Xenan e Nicha la sua benedizione, nonostante gli errori che Belach ha commesso Nicha non intende escluderlo dalla vita del bambino. Xena e Belach si riconciliano, mentre Anfitea chiede a Olimpia il permesso di prendere possesso del suo corpo, per pochi istanti, in modo che Xenan possa vedere sua madre un'ultima volta.

## Xena e il corso del Destino
- Titolo originale: When Fates Collide
- Diretto da: John Fawcett
- Scritto da: Katherine Fugate

### Trama
Giulio Cesare fugge dagli Inferi e modifica il telaio delle Parche, cambiando così il corso degli eventi, lui e Xena ora sono marito e moglie, infatti governano insieme l'Impero Romano, oltre al fatto che Xena è la campionessa di Roma. Lao Ma è l'imperatrice della Cina, la quale manda alcuni suoi emissari a Roma per un trattato di pace, ma Cesare li fa uccidere da Antinea che in questa realtà è la sacerdotessa di Roma, infatti ciò che desidera Cesare è conquistare la Cina. Xena e Cesare assistono alla tragedia diretta da Olimpia, che in questa nuova realtà è una drammaturga di grande fama. Non appena lo sguardo di Olimpia incrocia quello di Xena è come se tra le due donne fosse amore a prima vista, infatti Cesare non tarda a vedere in Olimpia una minaccia. Antinea affronta Xena la quale, solo toccandola inizia a rievocare i ricordi della sua vita reale. Antinea viene arrestata per aver attentato alla vita di Xena, tuttavia Antinea accusa ingiustamente Olimpia di essere sua complice, quindi Olimpia viene arrestata, verrà crocifissa. Corilo, che in questo mondo è un soldato romano, permette a Xena di fare visita a Olimpia, la quale spiega a Xena che non riesce a capire per quale ragione Cesare si stia accanendo contro di lei. Xena visita Antinea nella sua cella e quando la tocca riesce a rievocare la sua vita, a cominciare da quando Cesare la tradì, e la sua vita da principessa guerriera. Xena si confronta con Cesare rivelandogli che ha recuperato i ricordi della sua vita reale, Cesare per evitare complicazioni fa liberare Olimpia. Cesare decide di liberare anche Antinea dandole il compito di uccidere Olimpia, ma Xena affronta la sacerdotessa venendo però sconfitta. Cesare decide di far condannare a morte Xena, inoltre uccide Bruto avendo capito che lui non gli è totalmente devoto. Corilo porta Olimpia nella cella di Xena, quest'ultima rivela a Olimpia che questo mondo è solo frutto di una distorsione della realtà creata da Cesare. Antinea diventa l'amante di Cesare, ma mentre i due sono a letto insieme, Antinea lo uccide. Olimpia giunge nella sala dove Cesare teneva prigioniere le Parche, è lì che è custodito il loro telaio, quindi Olimpia come gesto di disperazione usa una torcia e lo brucia, distruggendo così Antinea e ristabilendo il corso del tempo. Tutto torna alla normalità, sebbene Xena e Olimpia continuino a conservare il ricordo di quella realtà creata da Cesare.

## Xena e l'elmo di Mercurio
- Titolo originale: Many Happy Returns
- Diretto da: Mark Beesley
- Scritto da: Liz Friedman

### Trama
In occasione del compleanno di Olimpia, quest'ultima e Xena decidono di farsi vicendevolmente degli scherzi, tuttavia Xena le promette che le farà un regalo che Olimpia sicuramente apprezzerà. Intanto Xena viene incaricata di consegnare l'elmo di Mercurio a Tebe per l'incoronazione del re. Xena e Olimpia vedono un gruppo di zelanti che gettano in mare una ragazza, Xena indossa l'elmo di Mercurio che le dà il potere di volare e salva la ragazza il cui nome è Genia, lei però aveva deciso di sacrificarsi volutamente, quello infatti è un rito che lei e la sua gente stavano facendo per rendere omaggio alla loro divinità. Xena e Olimpia cercano di far capire a Genia che non vale la pena votare la propria esistenza agli Dei, quindi decidono di presentarle Venere nella speranza che Genia capisca quando gli Dei siano superficiali. Il signore della guerra Filandro, vecchio avversario di Xena, cerca di rubarle l'elmo, riuscendo nell'impresa. Intanto il piano di Xena di convincere Genia ad abbandonare la sua ceca fedeltà agli Dei fallisce in quanto adesso vede in Venere la dea perfetta che le farà da guida. Genia, desiderosa di sperimentare l'amore, chiede a Venere di farglielo conoscere, quindi Venere lancia un incantesimo a Genia e Frasio (il figlio di Filandro) facendoli innamorare. Frasio porta Genia nel covo del padre per annunciare le loro imminenti nozze, a quel punto arriva Xena, che travestendosi da uomo si finge il padre di Genia mentre Venere la madre. Quest'ultima libera Genia dall'incantesimo, Xena fa capire a Genia che è inutile che lei si ostini a cercare una guida spirituale negli Dei, perché è dentro di sé che deve trovare la forza di affrontare la vita, effettivamente anche Venere è costretta ad ammettere davanti a Genia che gli Dei non sono sempre degni dell'ammirazione dei mortali. Xena, Olimpia e Venere con astuzia rubano l'elmo di Mercurio a Filandro, poi Venere lo affida a Genia che però viene rapita dai zelanti, che prendono possesso dell'elmo e lo restituiscono a Filandro con il quale stringono un'alleanza: gli zelanti sacrificheranno Genia completando il rito, ma sapendo che Xena tenterebbe di salvarla Filandro dovrà sconfiggerla. Xena affronta Filandro che con il potere dell'elmo di Mercurio riesce a metterla in difficoltà, comunque Xena riesce a sconfiggerlo e recupera l'elmo oltre a salvare Genia dagli zelanti. Frasio è ancora innamorato di lei, ma Genia preferisce rimanere solo sua amica, si separa da Xena e Olimpia abbracciandole, adesso ha capito che non vuole più dedicare la sua vita a servire gli Dei, bensì a dare aiuto ai malati e ai bisognosi. Xena finalmente dà a Olimpia il regalo per il suo compleanno: una pergamena con una poesia che Saffo ha scritto apposta per lei, Olimpia apprezza tantissimo il regalo, infine Xena indossa l'elmo di Mercurio volando insieme a Olimpia.

## Xena e il segreto della pergamena
- Titolo originale: Soul Possession
- Diretto da: Josh Becker
- Scritto da: Melissa Blake

### Trama
L'episodio è incentrato in due linee temporali, la prima segue gli eventi successivi alla sconfitta di Antinea mentre Xena era alla ricerca di Olimpia quando era scomparsa (Xena e i Cancelli dell'Eternità). Ormai Corilo si era rassegnato alla morte di Olimpia, passando le giornate a bere, ma Xena che aveva ritrovato fiducia nel fatto che Olimpia non era morta insieme a Speranza, cercò di convincerlo ad aiutarla a trovarla. Durante il loro viaggio apparve Marte con una proposta per Xena, quest'ultima era in collera con lui dato che Marte era stato in parte causa della sparizione di Olimpia, tuttavia nella circostanza in cui la ragazza fosse realmente sopravvissuta, Xena avrebbe avuto bisogno dell'aiuto di una divinità per trovarla, e Marte era disposto ad aiutare Xena a ricongiungersi con la sua amica, a patto che Xena diventasse sua moglie. Xena temeva che fosse solo un altro inganno di Marte, dunque il dio della guerra, per mostrarle la sua buona fede le propose di sposarlo al cospetto delle Parche, un'unione suggellata dinanzi a loro prevedeva l'assoluta devozione di entrambi gli sposi, in questo modo Marte non avrebbe mai più rappresentato una minaccia per Xena in qualità di suo sposo. Xena accettò malvolentieri, ma impose che la cerimonia si sarebbe dovuta svolgere nel tempio dove Olimpia e Speranza erano scomparse, inghiottite dalla voragine. Corilo cercò di sabotare le nozze, provando a tentare Marte con altre donne, tra cui Melania (vista la somiglianza tra lei e Xena) ma fu tutto inutile: Marte era pronto a diventare lo sposo di Xena. Corilo, pur disapprovando la decisione di Xena, decise di smettere di bere e di confidare nel fatto che Olimpia fosse ancora viva, decise inoltre di presenziare al matrimonio. Poco dopo l'inizio della cerimonia, davanti alle Parche, Xena decise di non sposare Marte e si gettò nella voragine dove Olimpia e Speranza scomparvero. Corilo per la rabbia si scagliò contro Marte accusandolo di avergli portato via entrambe le sue amiche, ma Marte con i suoi poteri salvò Xena da morte certa. Xena sapeva che Marte l'avrebbe salvata, adesso ha capito che lui in realtà salvò anche Speranza e Olimpia quando precipitarono nella voragine. Olimpia e Marte infatti arrivarono a un accordo: Olimpia gli aveva ceduto il suo spirito in cambio della salvezza di Speranza. Marte decise di raggiungere un compromesso con Xena, un contratto dove entrambi apposero le loro impronte che prevedeva che lui liberasse lo spirito di Olimpia, ma in cambio Xena sarebbe diventata sua moglie nella sua prossima vita. Marte le domandò cosa avrebbe risposto se semplicemente le avesse chiesto di sposarla, ma lei si limitò solo a baciarlo, poi quando Marte andò via, Xena prese possesso del contratto che aveva rubato a Marte quando lo baciò. Corilo provò a strapparlo, ma senza riuscirci: Xena gli spiegò che solo Marte poteva distruggere il suo stesso contratto, quindi Xena lo ripose in un'anfora gettandola nel Mar Ionio dove nemmeno Marte lo avrebbe mai trovato.
In epoca moderna, alcuni sommozzatori trovano nel Mar Ionio l'anfora con dentro il contratto matrimoniale di Marte, l'associazione C.H.A.K.R.A.M. (Centre for Historical Accuracy Key Research in Ancient Mythology) ne prende possesso e indice una conferenza stampa vista l'importanza storica che rappresenta il ritrovamento del reperto. Alla conferenza è presente anche Annie (la reincarnazione di Corilo) in qualità di giornalista, intanto Harry e Mattie (rispettivamente le reincarnazioni di Xena e Olimpia) si sono sposati e quando tornano a casa dalla loro luna di miele, guardando tra la posta nella cassetta delle lettere trovano un invito del C.H.A.K.R.A.M. alla conferenza per il ritrovamento del contratto matrimoniale tra Marte e Xena, di conseguenza Harry si spaventa, quindi lui e Mattie vanno alla conferenza e lì incontrano Annie, infatti Harry le spiega che a breve Marte potrebbe fare la sua comparsa per reclamare quel contratto. Purtroppo il timore di Harry si rivela fondato, Marte adesso che il contratto matrimoniale è stato ritrovato, vuole prenderne possesso e reclamare Xena, infatti fa irruzione alla conferenza stampa in sella alla sua moto, scatenando il panico tra i presenti che fuggono via. Marte impugna il contratto, Annie è consapevole che se il dio della guerra appone la sua impronta su quella che è già impressa nel contratto Xena sarà sua, Harry sfida Marte il quale lo sconfigge con un solo pugno, tuttavia Marte pur apponendo la sua impronta sul contratto non riesce a reclamare lo spirito di Xena. Adesso Marte ha capito che Xena e Corilo quando si sono reincarnati hanno entrambi preso possesso del corpo che era destinato all'altro, infatti Harry è la reincarnazione di Corilo mentre Annie la reincarnazione di Xena. Marte con i suoi poteri fa sì che lo spirito di Xena prenda possesso del corpo di Annie mentre quello di Corilo il corpo di Harry. Annie ora ha tutti i ricordi di Xena e combatte contro Marte, rubandogli il contratto, Marte le lancia contro un globo di fuoco ma Annie usa il contratto come scudo che si incenerisce, in quanto solo Marte poteva distruggerlo. Adesso Marte non può più reclamare Xena e va via arrabbiato e infastidito, promettendo ad Annie che si sfideranno ancora, però Annie non ritiene che il dio della guerra sarà più una minaccia per lei. Adesso nell'epoca moderna Xena, Olimpia e Corilo, per merito delle loro reincarnazioni sono di nuovo tutti e tre insieme perché nemmeno Marte può dividere la loro amicizia.

## Xena e il Signore della Terra Oscura (1)
- Titolo originale: A Friend in Need Part I
- Diretto da: Rob Tapert (accreditato come Robert Tapert)
- Scritto da: R.J. Stewart (soggetto e sceneggiatura) e Rob Tapert (soggetto) (accreditato come Robert G. Tapert)

### Trama
Durante la notte Xena e Olimpia si interrogano sul loro destino, Xena ammette che sta prendendo in considerazione l'idea di lasciare la Grecia, stanca di dedicare la sua vita a continue battaglie, infatti desidera visitare altre terre. Sia Xena che Olimpia si sono rese conto che qualcuno le sta osservando, si tratta di un monaco di nome Kenji proveniente dal Giappone il quale chiede aiuto a Xena raccontandole quello che gli è accaduto: mentre era in viaggio con un altro monaco, i due fecero tappa nel villaggio di Higuchi, incontrarono i fantasmi di tre belle ragazze, una delle quali si chiamava Akemi, l'altro monaco si fece sedurre dagli altri due fantasmi, mentre Kenji si limitò a conversare timidamente con Akemi, fino a quando non fece la sua comparsa uno spirito malvagio che Akemi chiamava il "Signore della Terra Oscura"; fortunatamente Akemi aiutò Kenji a fuggire, ma l'altro monaco venne ucciso dal Signore della Terra Oscura che lo congelò con il suo fiato. Kenji spiega a Xena che è venuto a chiederle aiuto su richiesta di Akemi, deve seguirlo in Giappone, solo a sentire il nome di Akemi la principessa guerriera rimane sconvolta. Kenji, Xena e Olimpia si imbarcano per il Giappone, incuriosita Olimpia chiede a Xena in quali circostanze lei e Akemi si conobbero, in effetti tutto successe prima che Xena conoscesse Olimpia. Quando era una guerriera malvagia e ambiziosa, lei e Aristarco andarono in Giappone per salvare Akemi, che era la figlia del potente daimyō Yodoshi, la quale venne rapita da Kao, un signore della guerra venuto dalla Cina. Xena non era molto interessata all'incolumità di Akemi, lei semplicemente vedeva nel Giappone una nuova terra da depredare, inoltre Yodoshi era disposto a pagare profumatamente per riavere la figlia. Aristarco e Xena erano disposti a ottenere il riscatto di Akemi consegnando dell'oro a Kao, ma Xena dopo un breve litigio con Kao lo uccise con il suo tocco paralizzante. Xena si mise in viaggio con Akemi per riportarla dal padre, Akemi era rimasta colpita dalla forza di Xena, chiedendole di farle da maestra, e lei accettò, in quanto affascinata dalla gentilezza della ragazza, la vicinanza di Akemi stava risvegliando l'umanità di Xena, anche perché Akemi vedeva in lei la sua latente nobiltà d'animo. Akemi convinse Xena che solo una katana fosse la sola spada degna della sua forza, incuriosita Xena decise di sfidare alcuni guerrieri che erano in possesso di una katana e li sconfisse, prendendo possesso della katana da loro custodita: era stata costretta a prendersi la katana con la forza dato che in Giappone una donna non può possederne una. Xena su richiesta di Akemi le insegnò il tocco paralizzante, poi la riportò dal padre, ma a quel punto Akemi uccise Yodoshi con il tocco paralizzante che aveva appreso da Xena. Quest'ultima si arrabbiò dato che, con la morte di Yodoshi, non sarebbe più stata ricompensata. Akemi rivela così che le sue sorelle, i suoi fratelli, sua madre e i suoi nonni morirono tutti per colpa di Yodoshi e che lei voleva vendicarli, ma avendo commesso un omicidio lei stessa si era macchiata di un disonore dal quale poteva assolversi solo con la morte. Per questo voleva che Xena si impadronisse di una katana perché solo facendosi uccidere con quell'arma sarebbe morta in maniera onorevole: Akemi l'aveva manipolata fin dall'inizio perché voleva che Xena la uccidesse con la katana. Xena si rifiutò di farlo, ma Akemi si inflisse una ferita mortale, a quel punto Xena vedendola soffrire la uccise con la katana, ma non prima che Akemi le chiedesse di cremare il suo corpo e di cospargere le ceneri al tempio di Higuchi. Olimpia e Xena raggiungono Higuchi, che è sotto l'attacco di un gruppo di guerrieri fedeli al Signore della Terra Oscura (il cui piano è quello di prendere possesso di Higuchi) i quali appiccano un fuoco, ma Xena e Olimpia riescono a spegnere le fiamme usando l'acqua di una cisterna. Xena conosce il guerriero Harukata, la cui katana può eliminare uno spirito, Harukata accusa Xena di aver portato solo morte a Higuchi per via di quello che successe dopo la morte di Akemi: ubriaca per via del dolore emotivo, Xena in piena notte andò a Higuchi con le ceneri di Akemi, ma gli abitanti del villaggio non volevano che nel tempio di Higuchi fossero sparse le ceneri di una ragazza colpevole di patricidio, così aggredirono Xena e nella colluttazione Xena fece cadere il vaso con dentro le ceneri di Akemi, a quel punto Xena, in collera appiccò un fuoco. Harukata fa a Xena una terribile rivelazione che lei ignorava completamente: quando Xena appiccò quel fuoco, per via del forte vento, le fiamme si propagarono per tutta Higuchi, causando la morte di oltre quarantamila persone. Xena, già sconvolta per aver appreso del terribile crimine da lei commesso, scopre poi che ci furono ulteriori conseguenze, Kenji le spiega che il Signore della Terra Oscura in realtà è Yodoshi il cui animo era così pregno di malvagità che non gli venne permesso di abbandonare il mondo dei vivi. Yodoshi assorbì anche le anime delle vittime di quell'incendio. Distruggere Yodoshi è necessario perché è il solo modo per liberare le anime che lui tiene prigioniere. Anche se Harukata possiede una katana capace di eliminare un fantasma, il motivo per cui non è riuscito a distruggere Yodoshi è perché avvicinarsi a un fantasma è molto difficile, solo un fantasma può attirarne un altro in trappola. Ben tre armate, sotto il controllo di Yodoshi, si stanno avvicinando a Higuchi, intanto Xena insegna a Olimpia il suo tocco paralizzante, per molto tempo si è astenuta dal volerglielo insegnare, Olimpia si sente a disagio, dato che Xena sembra volerle dire addio, infatti ha deciso di trasmetterle il suo ultimo insegnamento.

## Xena e il Signore della Terra Oscura (2)
- Titolo originale: A Friend in Need Part II
- Diretto da: Rob Tapert (accreditato come Robert Tapert)
- Scritto da: R.J. Stewart (soggetto e sceneggiatura) e Rob Tapert (soggetto) (accreditato come Robert G. Tapert)

### Trama
Xena affronta i guerrieri di Yodoshi guidati dal samurai Morimoto e i suoi nemici la feriscono a colpi di freccia. Xena, pur continuando a combattere senza risparmiarsi dimostrando come sempre la sua forza, viene uccisa da un colpo di katana di Morimoto. Olimpia raccoglie il chakram di Xena, lei non può accettare che la sua amica sia morta, adesso lo spirito di Xena vestita con un kimono rosso si ricongiunge con Akemi, poi arriva Yodoshi che tortura Xena umiliandola, anche perché lei non oppone resistenza, fingendosi asservita a lui, sapendo di non avere altra scelta dato che Yodoshi è troppo forte e non può sconfiggerlo. Lo spirito di Xena parla con Olimpia spiegandole che si è lasciata uccidere di proposito da Morimoto perché solo come spirito può sconfiggere Yodoshi e liberare le anime che lui tiene intrappolate, ma le promette che troverà poi il modo di ritornare in vita. Kenji spiega a Olimpia che per riportare in vita Xena è necessario cremarla e spargere le sue ceneri nella Fontana della Forza che si trova sul monte Fuji, ma è necessario farlo prima che trascorrano due tramonti successivi alla morte di Xena, purtroppo il sole è già tramontato una volta, il tempo che Olimpia ha a sua disposizione è poco. Xena dona una katana a Olimpia, quest'ultima raggiunge l'accampamento di Morimoto scoprendo con sconcerto che lui e i suoi uomini hanno denudato il corpo di Xena oltre a decapitarlo, Olimpia sfida Morimoto in un duello, entrambi armati di katana, se Olimpia lo sconfigge, potrà prendere il corpo di Xena. Olimpia batte facilmente Morimoto, quest'ultimo le chiede di ucciderlo sentendosi umiliato per la sconfitta, ma lei gli risparmia la vita, e poi prende il corpo di Xena. Intanto nella sala del tè Harukata, Kenji, Xena e Akemi tendono una trappola a Yodoshi, ma quest'ultimo si rivela più forte del previsto, infatti riesce a sopraffare Xena e Akemi oltre a uccidere Kenji e Harukata. Tuttavia Xena impugna la katana di Harukata che ha la facoltà di distruggere gli spiriti e la usa per ferire più volte Yodoshi, indebolendolo al punto tale da costringerlo alla fuga. Olimpia porta le ceneri alla Fontana della Forza, ma Morimoto tenta di fermarla affrontandola per la seconda volta, venendo nuovamente sconfitto. Arriva poi Yodoshi, seguito da Xena e Akemi, è stato Harukata in punto di morte a spiegare a entrambe che Yodoshi avrebbe raggiunto la Fontana della Forza, la cui acqua può rinvigorire il potere di uno spirito in modo da recuperare le forze in seguito allo scontro con Xena. Seppur indebolito Yodoshi riesce a sconfiggere sia Xena che Akemi, riuscendo poi ad attingere potere dalla Fontana della Forza. Lo spirito di Xena, a causa dello scontro con Yodoshi, è ormai troppo indebolito, quest'ultimo intanto assorbe lo spirito di Akemi. Olimpia beve l'acqua della Fontana della Forza, e con le labbra bagnate dall'acqua miracolosa, bacia Xena permettendo così all'acqua della Fontana della Forza di restituire allo spirito di Xena la sua forza. Xena, indossando le vesti della principessa guerriera, affronta Yodoshi in uno scontro epico, e infine usando la katana di Harukata distrugge Yodoshi, liberando lo spirito di Akemi, ma anche quelli delle persone che morirono nell'incendio causato da Xena, che infatti trovano tutti la pace. Il sole sta per tramontare, Morimoto tenta un'ultima volta di fermare Olimpia, ma quest'ultima gli lancia contro il chakram e lo uccide, lei stessa sembra sorpresa dalla maestria con la quale ha appena usato l'arma di Xena. Olimpia si appresta a riportare in vita Xena gettando le sue ceneri nella Fontana della Forza, ma lo spirito di Xena la prega di non farlo, spiegandole che adesso che Yodoshi è stato distrutto gli spiriti che lui aveva intrappolato, quelli di coloro che morirono nell'incendio che Xena aveva provocato, hanno trovato la pace proprio perché Xena è stata uccisa da Morimoto, infatti era necessario che la loro ingiusta morte fosse vendicata, ma se adesso Xena tornasse in vita le loro anime saranno dannate per tutta l'eternità. Ormai Xena è pronta ad accettare la sua morte con serenità. Olimpia si rifiuta di rinunciare alla sua amica, Xena però le spiega che ha scelto di intraprendere il cammino della redenzione con Olimpia, proprio nella speranza che quest'ultima la aiutasse a capire come trovare il riscatto per gli errori che ha commesso in passato, e ora sente di averlo trovato. Olimpia, con il dolore nel cuore, accetta di rispettare la volontà di Xena, il sole tramonta e Xena rimane nel mondo dei morti. Olimpia, portando con sé le ceneri di Xena, lascia il Giappone in cerca di nuove avventure, con lo spirito di Xena che veglierà sempre su di lei dicendole «ovunque tu vada io sarò al tuo fianco».